# Dolichopus pteropedilus
Dolichopus pteropedilus är en tvåvingeart som beskrevs av Henk J.G. Meuffels 1981. Dolichopus pteropedilus ingår i släktet Dolichopus och familjen styltflugor. Inga underarter finns listade i Catalogue of Life.